# VLAN Trunking Protocol

Ukázka nastavení VLAN bez a s VTP (anglicky, kliknutí spustí animaci)

VLAN Trunking Protocol (VTP) je proprietární síťový protokol společnosti Cisco, který zajišťuje přenášení čísel a názvů virtuálních LAN (VLAN) mezi přepínači zařazenými do jedné domény, což usnadňuje jejich správu. Protokol VTP je dostupný na většině Cisco přepínačích typu Catalyst.
Při návrhu zvolí správce sítě jeden z přepínačů jako server, ostatní mohou být typu client nebo transparent, a také zvolené přepínače přiřadí do domény, která je označena textovým řetězcem. Jakákoliv změna v nastavení VLAN na přepínači typu server (přidání, přejmenování, smazání), je přenesena na ostatní přepínače ve stejné doméně – přepínače typu client tyto změny použijí na svou tabulku VLAN v paměti, přepínače typu transparent je jen rozešlou na další přepínače. U přepínačů client nelze vytvářet VLAN, ani měnit existující.
Synchronizace jednotlivých přepínačů je zabezpečena číslem revize, což je 32bitové číslo, které vytváří přepínač typu server. Při vytvoření či změně názvu domény je nastaveno na nulu, o jedničku je zvětšen jakoukoliv změnou VLAN.
Přepínače mezi sebou komunikují zasíláním tří druhů paketů na multicastovou MAC adresu 01-00-0C-CC-CC-CC:
Summary advertisements
Tento paket je zasílán ve výchozím nastavením každých pět minut a obsahuje jméno domény, číslo revize a čas poslední změny. Při obdržení této zprávy přepínač zkontroluje, zda paket obsahuje stejný název domény jako přepínač a také, zda číslo revize je vyšší než číslo revize z poslední obdržené Summary advertisements. V tom případě odešle zpět paket Advertisement requests, jinak zprávu ignoruje. Tyto zprávy je možno zaheslovat, pro správnou funkci je potřeba, aby na všech přepínačích v jedné doméně bylo nastaveno stejné heslo.
Subset advertisements
Je odesílán směrem ze serveru na klienta v případě změn provedených v nastavení VLAN na serveru. Obsahuje název domény, číslo revize a informace o jedné nebo více VLAN – číslo, stav (aktivní/neaktivní), jméno a velikost MTU.
Advertisement requests
Paket přepínač zasílá, pokud byl resetován, správce změnil doménové jméno nebo jako odpověď na paket Summary advertisements, který obsahoval vyšší číslo revize. Přepínač, který tuto zprávu obdrží, odešle zpět Summary advertisements následovaný Subset advertisements.
Další funkcí protokolu je VTP Pruning, který zabrání zbytečnému odesílání všesměrových (broadcast) paketů z určité VLAN na přepínače, které nemají aktivní žádné zařízení na této VLAN. Tuto funkci je potřeba aktivovat pouze na přepínači typu server, na ostatní ve stejné doméně je toto nastavení přeneseno automaticky.
Ostatní výrobci používají IEEE standardy GVRP nebo novější MVRP, které plní obdobnou funkci jako VTP.